# Osváth Béla
Osváth Béla (Hódmezővásárhely, 1926. június 4. – Eger, 1965. augusztus 21.) magyar irodalomtörténész, dramaturg, kritikus, színházigazgató.

## Élete
Dr. Osváth Gábor és Fáry Mária fiaként született. Középiskolai tanulmányait a hódmezővásárhelyi Református Bethlen Gábor Gimnáziumban végezte. Itt érettségizett le 1944-ben. 1945-1947 között Hódmezővásárhelyen színházat szervezett, a háború után az elsők között; a rövidéletű, ám annál legendásabb vásárhelyi faszínházba országos hírű művészeket csábított az alig 20 éves igazgató. 
A szegedi egyetemen szerzett tanári diplomát, és a Bethlen középiskolában tanított. Még egyetemi tanulmányai alatt, 1947–1949 között rendezőgyakornok volt a fővárosi Nemzeti Színházban. 1945 és 1946 között a Magyar Kommunista Párt szegedi napilapjának, a Délmagyarországnak volt a munkatársa. 1950–1954 között Hódmezővásárhelyen volt tanár. 1954-ben a TIT megyei titkára lett. 1958-ban a hódmezővásárhelyi Tornyai János Múzeum igazgatója lett. 1961-ben Budapestre került, ahol az MTA Irodalomtörténeti Intézetének munkatársa lett. 1961-1963 között a TIT Országos Irodalmi Választmányának titkára. 
1963-tól haláláig a Nemzeti Színház fődramaturgja volt. Egy ideig a Kortárs című folyóirat kritikai rovatvezetője volt. 
Felesége Géczi Mária volt, akivel 1952-ben kötött házasságot Hódmezővásárhelyen, két gyerekük (Béla és Attila) született. Halálát vastagbélrák okozta.

## A Délmagyarország újságírója
Osváth Béla 1945-ben újságíróként is dolgozott a Délmagyarország című szegedi napilapnál, ami akkoriban a Magyar Kommunista Párt lapja volt. Osváth csaknem egy évig volt a lap munkatársa, ennek ellenére a saját neve alatt csak két írás található a lap 1945-ös évfolyamában. Egyik írásában a kommunista párt akkori propagandájának szellemében a Szovjetunióról ír csodálatos dolgokat, melyek mai tudásunk szerint nem igazán fedik a történelmi tényeket:  
Sok a templom, senki sem ellensége a vallásnak
- Milyen a szovjetpolgár élete? Kiegyensúlyozott. Három részre osztják a napot, nyolc óra jut a munkára, nyolc a szórakozásra, és nyolc a pihenésre. A szovjet ember nagyon kiegyensúlyozott életet él. Mindenki megkapja a munkájáért járó ellenszolgáltatást. Aki az átlagos munkánál többet termel, természetesen többet kap. Valóságos munkaverseny folyik a Szovjetunióban. Az orosz nép nagyon szeret dolgozni. Azután az sem igaz, hogy az oroszok istentelenek. Nagyon sok köztük a mély vallásos ember, a papokat meg az apácákat nagy tiszteletben tartják. Csak azokat a papokat kergették el, akik a cárhoz húztak. Még a legkisebb faluban is lehet templomot találni, a nagy városokban pedig gyönyörű székesegyházak vannak. 
A másik írása a lap 1945. augusztus 5-én megjelent számában olvasható, amiben Osváth követeli a Jugoszláviából elűzött, az országot fertőző, vagonlakó svábok internálását. Nyakunkon maradnak a jugoszláviai svábok is? - Sürgősen internálják a bolygó vagonok lakóit! -követeli cikkének bevezetőjében. Osváth cikkében a meggyötört idős és beteg embereknek rója fel, hogy minden higiéniai és orvosi ellátás nélkül, marhavagonokba zsúfolva utaztatják őket, és emiatt sokan megbetegedtek, kiütésekkel van tele a testük, az útközben meghalt családtagjaikat eltemetni nem tudván, a halottaikat napokig magukkal hurcolják. Osváth erre való hivatkozással követeli a kormánytól a legyengült és beteg emberek internálótáborba zárását és munkára fogását:  

 
Mi lesz a bolygó svábokkal? És most itt vannak a rókusi állomáson, több mint kétezren. Naponta halnak meg közöttük, halottaikkal nem tudnak mit csinálni, néha napokig hurcolják magukkal, s majd minden második ember beteg. Piros, meggynagyságú kiütésekkel van tele a testük, s ezt a betegséget hurcolják magukkal városról-városra, és szórják szét fertőzés bacillusait, amerre csak járnak. Sürgős intézkedést követelünk! Nem mintha annyira aggódnánk sorsukért, hiszen ők sem aggódtak értünk egy percig sem. De azt nem lehel tűrni, hogy vagonba zsúfolva heteken át céltalanul bolyongjanak az országban keresztül-kasul, fertőzve az egész országot. Miért nem intézkedik a kormány? Nincsen annyi élelmünk, hogy etessük a dolog nélkül vagonlakó svábokat. Amíg a kormány diplomáciai úton nem tudja kiutasításukat elintézni, tessék őket a társadalomtól elkülöníteni, internálótáborba zárni és munkára fogni őket. 

## Politikai és közéleti szerepvállalása
Osváth a Magyar Kommunista Párt majd a Magyar Dolgozók Pártja tagjaként aktív közéleti szerepet is vállalt az 50-es években. Érdeklődését elsősorban a kulturális és művészeti élet kérdései, az értelmiség és a munkásosztály közötti kapcsolat problémái kötötték le. 1953-ban a Csongrád megyei kulturális bizottság alelnökévé választották Szeged és a megye békeharcos értelmiségi dolgozóinak képviselői.  Osváth aktívan részt vett a József Attila Kör munkájában is, amit a pártvezetés elképzelései szerint eredetileg építő szándékok hozták létre, s tervezői a szocialista demokrácia egyik fontos, közvéleményt formáló fórumának szánták.  Osváth felszólalt a József Attila Kör 1956. október 21-én, a forradalom előestéjén tartott vitáján is. Beszédében követelte, hogy Nagy Imrét és Lukács Györgyöt helyezzék vissza az MDP Központi Vezetőségébe: követeljük, hogy Lukács György és Nagy Imre elvtársakat kooptálják a Központi Vezetőségbe, hiszen erre a tisztségre őket emberi magatartásuk és képességük is alkalmassá teszi. Mi vitáinkkal a szocializmus útját akarjuk megtisztítani. Mert mi szocializmust akarunk. Az önkény, a törvénytelenségek, a személyi kultusz azonban nem szocializmus. Mi olyannak képzeljük a szocializmust, amilyennek Lenin tanította, s készek is vagyunk harcolni érte. Ezért  a felszólalásáért 1957-ben azzal is megvádolták, hogy az ő beszéde korbácsolta fel az indulatokat a vitán megjelent neofasiszták és egyebek körében, de azt Osváth javára írták, hogy egyetlen egyszer hangzott el a vitán egy, a párt vezető szerepét kihangsúlyozó mondat, az is Osváth Béla szájából. . Párttársai azt is kifogásolták, hogy a vitán a jelenlévő párttagok is — mint Osváth Béla — többet fecsegtek a "rákosizmus" bűneiről, mint az ellenforradalom elleni határozott fellépésről , de azt is megemlítik, hogy Osváth olyan szegedi pedagógus rehabilitációját követelte, aki Szegeden először rendezett be iskolájában Rákosi-szobát, amely előtt az ifjúságot tisztelgő menetben vonultatta fel.  Osváth 1956 után, immár a Magyar Szocialista Munkáspárt tagjaként a marxista esztétika lényeges vonásainak megismertetését tekintette egyik legfőbb feladatának , és tragikusan fiatalon bekövetkezett haláláig ebben a szellemben végezte a párt által rábízott feladatait.

## Osváth munkásságáról szóló cikkek a rendszerváltás után
Osváth Béláról, életéről és munkásságáról számos újságcikket találni a rendszerváltás előtti és utáni évekből egyaránt. A Délmagyarország 2004-ben úgy ír róla méltató sorokat, kihangsúlyozva, hogy 1945 és 1947 között, azaz alig húszéves korában már színházat szervezett, igazgatott , hogy a cikk írója arról egy szót sem ejt, hogy Osváth ugyanebben az időben a kommunista Délmagyarországnak is munkatársa volt. 2009-ben Arcél: Osváth Béla címmel jelent meg méltatás munkásságáról szintén a Délmagyarországban, amiben a cikk írója megemlíti, hogy Osváth lapunkban több színházi kritikát is publikál . Péter László egy 2006-ban megjelent visszaemlékezésében említi Osváth Bélát, akivel együtt látogatták meg 1957 januárjában, a forradalom eltiprását követően a Kádár-kormány által kormánytisztségbe kinevezett Hont Ferencet. Péter László így ír a találkozóról:
1957. január 12-én Osváth Bélával (1926-1965), az ismeretterjesztő társulat megyei titkárával jártam nála az Országházban, ahol kormánytisztségben a kulturális élet helyreállításán buzgólkodott, hogy tájékozódjunk a művelődési elképzelésekről. Egy hatalmas, hodályszerű teremben, óriási íróasztal mögött egyedül ez a kis ember ült; csak a feje látszott ki. Osváth Béla nem győzte később nevetve emlegetni „Hont kutyát", ahogy némelyek gúnynevén hívták. 
A rendszerváltás után született újságcikkek, életrajzi jegyzetek és tanulmányok a mai napig elhallgatják Osváth Béla kommunista múltját és újságírói munkásságát, így az Osváthról a kommunista diktatúra éveiben kialakított, elhallgatásokkal manipulált életpályájának képe a mai napig tovább él a köztudatban. 

## Osváth Béla Kht.
Szülővárosában, Hódmezővásárhelyen közhasznú társaság viseli a nevét. 

## Színpadi munkái
- Tamási Áron: Tündöklő Jeromos
- Tamási Áron: Vitéz lélek
- Németh László: Villámfénynél
- Móricz Zsigmond: Sári bíró
- Zilahy Lajos: Fatornyok
- Molnár Ferenc: Liliom
- Molnár Ferenc: Hattyú
- Molière: Dandin György
- Rostand: A sasfiók
- Shaw: A sors embere
- Hauptman: Naplemente előtt
- Schubert–Berté: Három a kislány
- Eisemann Mihály: Fekete Péter

## Művei
- Szigligeti (Szeged, 1955)
- Képek a szegedi színészet történetéből (Budapest, 1956)
- A mai magyar dráma (Budapest, 1965)
- Türelmetlen dramaturgia - tanulmánykötet (Budapest, 1965)